# Hodegétria

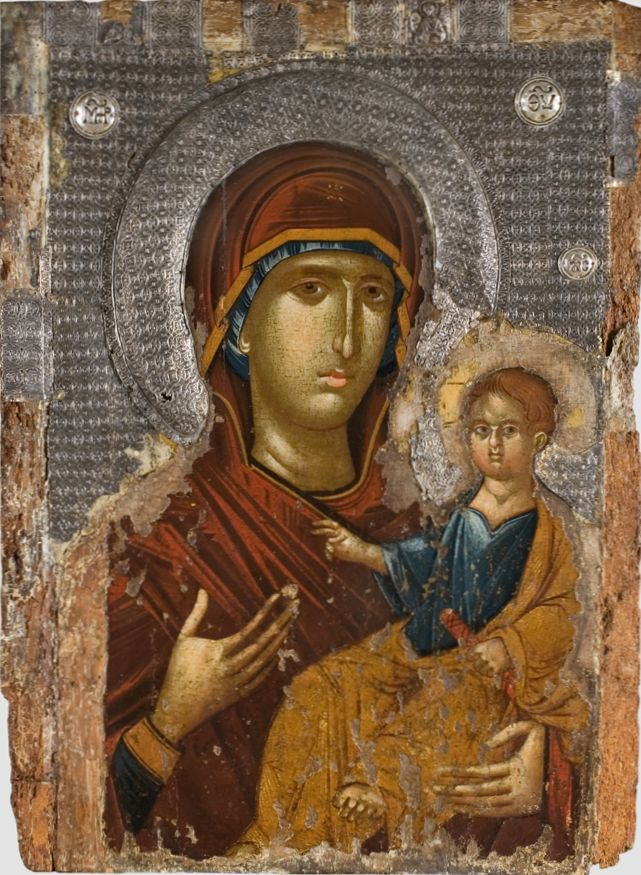
Ícone sérvio da Hodegétria.
século XIV. Atualmente no Museu Nacional da Sérvia.

Hodegétria (em grego: Οδηγήτρια, que significa literalmente "Ela que mostra o caminho [Jesus]"; em russo:  Одигитрия) é uma representação iconográfica da Teótoco (Virgem Maria) segurando o Menino Jesus num dos braços enquanto aponta para Ele como a fonte da salvação da humanidade. Na igreja ocidental, este tipo de representação é por vezes chamada de Nossa Senhora do Caminho.
O mais venerado ícone do tipo Hodegétria, considerado como o original, estava no Mosteiro da Panágia Hodegétria em Constantinopla, que foi construído especialmente para abrigá-lo. Ao contrário da maior das cópias posteriores, a Virgem aparecia em pé. Dizia-se que ela teria sido trazida de volta da Terra Santa por Eudóxia, e a imperatriz esposa de Teodósio II (r. 408-450) e que teria sido pintada por São Lucas. O ícone tinha dois lados e trazia uma imagem da crucificação de Jesus no reverso e era, "talvez, o objeto de culto mais proeminente em Bizâncio (Império Bizantino)".
O ícone original provavelmente se perdeu, embora várias tradições aleguem que ele teria sido levado para a Rússia ou para a Itália. Há um grande número de cópias da imagem, incluindo muitos dos mais venerados ícones russos, que, por si mesmos, adquiriram tradições próprias sendo muito copiados e respeitados.

## Constantinopla
Há uma variedade de imagens mostrando o ícone em seu santuário publicamente exibido, o que acontecia todas as quintas-feiras, e um dos grandes pontos de visitação dos peregrinos em Constantinopla. Ele foi transladado para o Mosteiro de Cristo Pantocrator (atual Mesquita de Zeyrek), a base da sé da República de Veneza, entre 1204 e 1261, durante o período do Império Latino de Constantinopla, e, uma vez que não há ilustrações ou citações sobre o santuário do ícone no Mosteiro da Panágia Hodegétria antes desse período, acredita-se que ele foi criado após o retorno do controle grego na cidade.
Há diversos relatos sobre a exibição semanal, os dois mais detalhados feito pelos espanhóis: "Toda quinta-feira, vinte homens vinham à igreja da Maria Hodegétria; eles vestiam longas vestes de linho vermelho com a cabeça coberta como se fossem roupas de espionagem... há uma grande procissão e os homens de vermelho seguem, um por um, até o ícone; o que consegue a aprovação do ícone consegue levantá-lo como se ele nada pesasse. Ele o coloca em seu ombro e eles seguem cantando para fora da igreja até a grande praça, onde o portador do ícone caminha com ele de um lado até o outro, dando cinquenta voltas na praça. Quando ele termina, outros continuam um por vez". Outro relato diz que os portadores se misturavam ao povo, com o ícone parecendo se inclinar em direção ao público, que então se considerava abençoado pela Virgem. Clérigos encostavam pedaços de algodão ou lã no ícone e os distribuíam ao público. Uma pintura numa parede perto de Arta, na Grécia, mostra uma grande multidão em uma dessas exibições enquanto um mercado de rua continua inalterado ao fundo.
A imagem do santuário no mosteiro do Saltério de Hamilton parece mostrar o ícone atrás de uma tela de ouro trançada montada em grampos que sobem de uma base piramidal de base quadrangular, similar aos grandes púlpitos medievais. As cabeças dos homens vestidos de vermelho aparecem no mesmo nível da moldura inferior do ícone. A Hodegétria original desapareceu durante a Queda de Constantinopla em 1453, quando ela estava abrigada na Igreja de São Salvador em Chora. É possível que o ícone tenha sido cortado em quatro pedaços.

## Influência

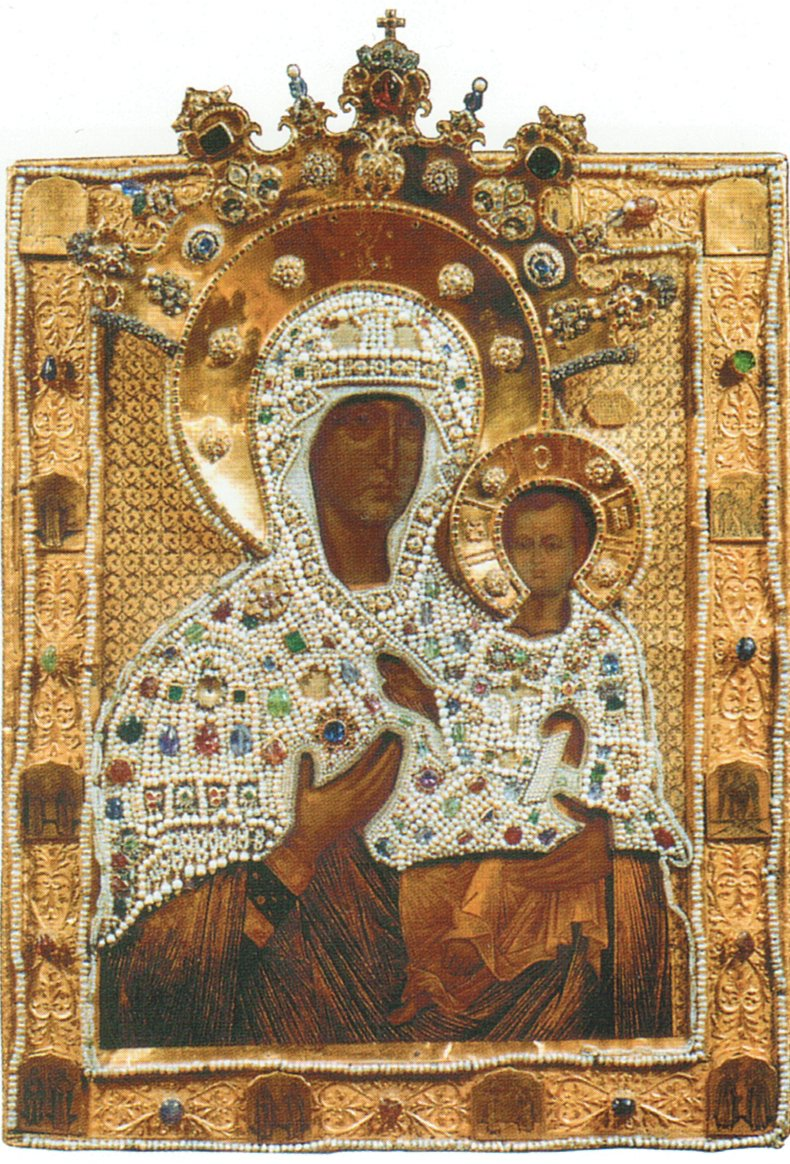
Hodegétria de Moscou.
c. 1456.

No século X, após o período do Iconoclasma na arte bizantina, esta imagem passou a ser amplamente utilizada, possivelmente evoluindo a partir de um tipo anterior, onde a Virgem depositava a sua mão direita no joelho de Cristo. Um exemplo deste tipo está no ícone de Salus Populi Romani em Roma. Muitas versões trazem a inscrição Hodegétria no fundo e, no contexto bizantino, "apenas estas versões nomeadas eram aceitas pela audiência medieval como cópias propositais da Hodegétria original do Mosteiro da Panágia Hodegétria" de acordo com Maria Vasilakē.
Versões de corpo inteiro, ambas provavelmente obras de artistas gregos, aparecem em mosaicos na Catedral de Torcello (século XII) e na Capela Palatina de Palermo (c. 1150), esta última trazendo a inscrição "Hodegétria".
Da Hodegétria se desenvolveu a Panágia Eleusa, onde Maria ainda mostra Cristo, mas ele aparece encostando o nariz ou a boca na bochecha dela, que se inclina na direção dele; versões famosas incluem a Teótoco de Vladimir e a Teótoco de São Teodoro. Geralmente Cristo aparece à esquerda nessas imagens.

### Hodegétria de Esmolensco
Alguns russos, porém, acreditam que após a Queda de Constantinopla, o ícone de São Lucas teria aparecido na Rússia e teria sido abrigado na Catedral de Assunção de Esmolensco. Em diversas ocasiões, ele foi levada com grande cerimônia até Moscou, onde o Convento de Novodevichy foi construído para homenageá-la. Sua festa é comemorada no dia 10 de agosto.
Este ícone milagroso, datado pelos historiadores da arte como sendo do século XI, se perdeu num incêndio durante a ocupação alemã da cidade em 1941. Diversas igrejas por toda a Rússia foram dedicadas à Hodegétria de Esmolensco, caso do Igreja do Cemitério Smolenksy em São Petersburgo e a Catedral Odigitrievsky, em Ulan-Ude. Os devotos chamam a Teótoco como Nossa Senhora de Esmolensco.

### Tradição italiana
Uma tradição italiana relata que o ícone original de Maria feito por São Lucas era uma grande imagem circular mostrando apenas a cabeça da Virgem. Quando ele chegou em Constantinopla, ele teria sido encaixado como a cabeça de outro grande ícone retangular de Maria segurando o Menino Jesus; seria então este ícone composto que se tornaria conhecido historicamente como Hodegétria. Outra tradição relata que, quando o último imperador latino de Constantinopla, Balduíno II, estava deixando a cidade em 1261, ele teria levado o ícone circular original com ele. O ícone teria ficado de posse da dinastia angevina, que também o teria inserido numa imagem maior de Maria com o Menino, que, por sua vez, está preservada atualmente no altar-mor da igreja da abadia beneditina de Montevergine. Infelizmente, ao longo dos séculos, a imagem foi repetidamente repintada e é difícil determinar como seria a imagem original da face de Maria. Porém, Guarducci também alega que, em 1950, uma antiga imagem de Maria na Igreja de Santa Francesca Romana foi determinada como sendo uma cópia muita exata, invertida, da imagem do ícone original circular do século V e que fora trazido para Roma, onde está até hoje.

## Imagens

width="300px"
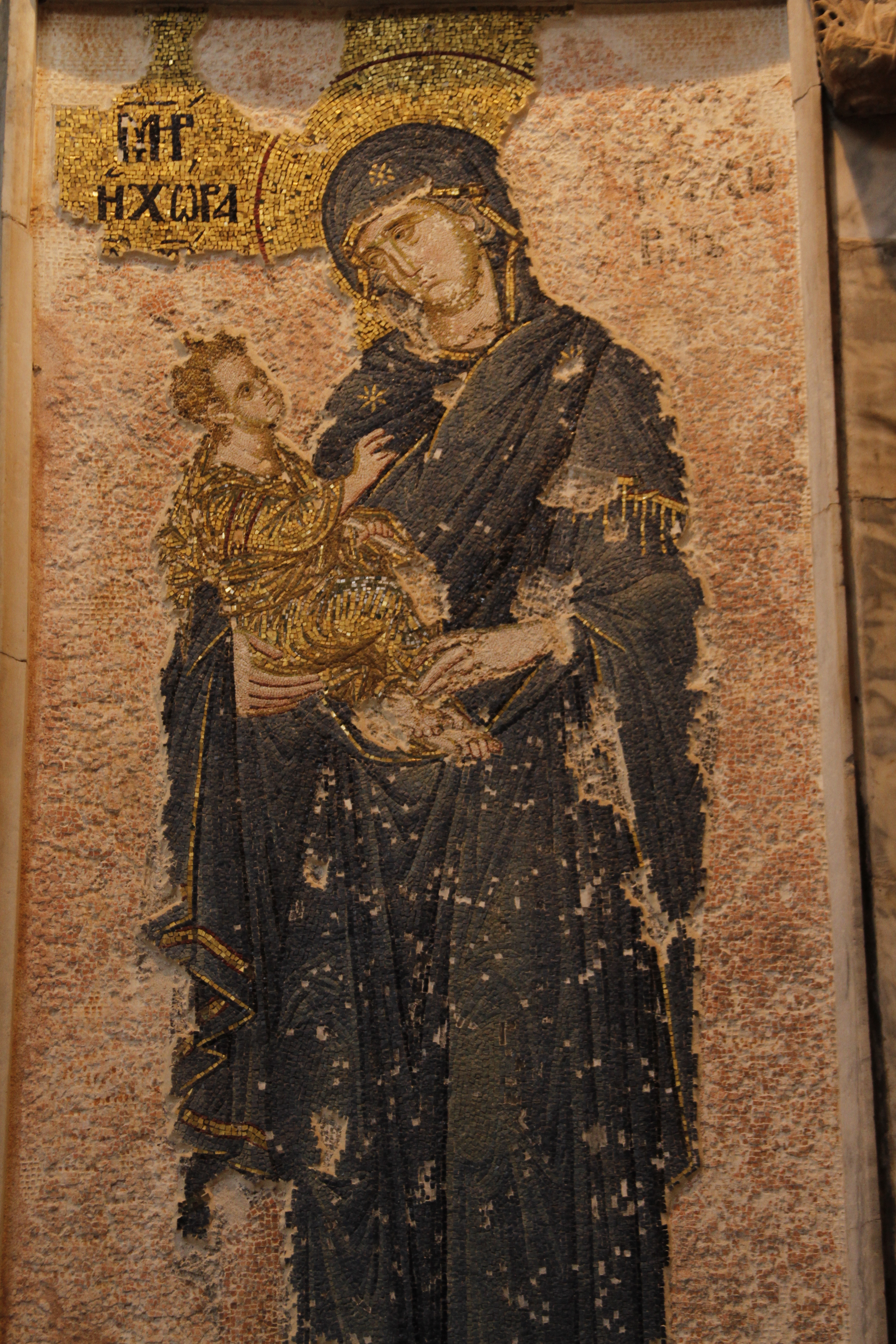
Mosaico na Igreja de São Salvador em Chora, século XI
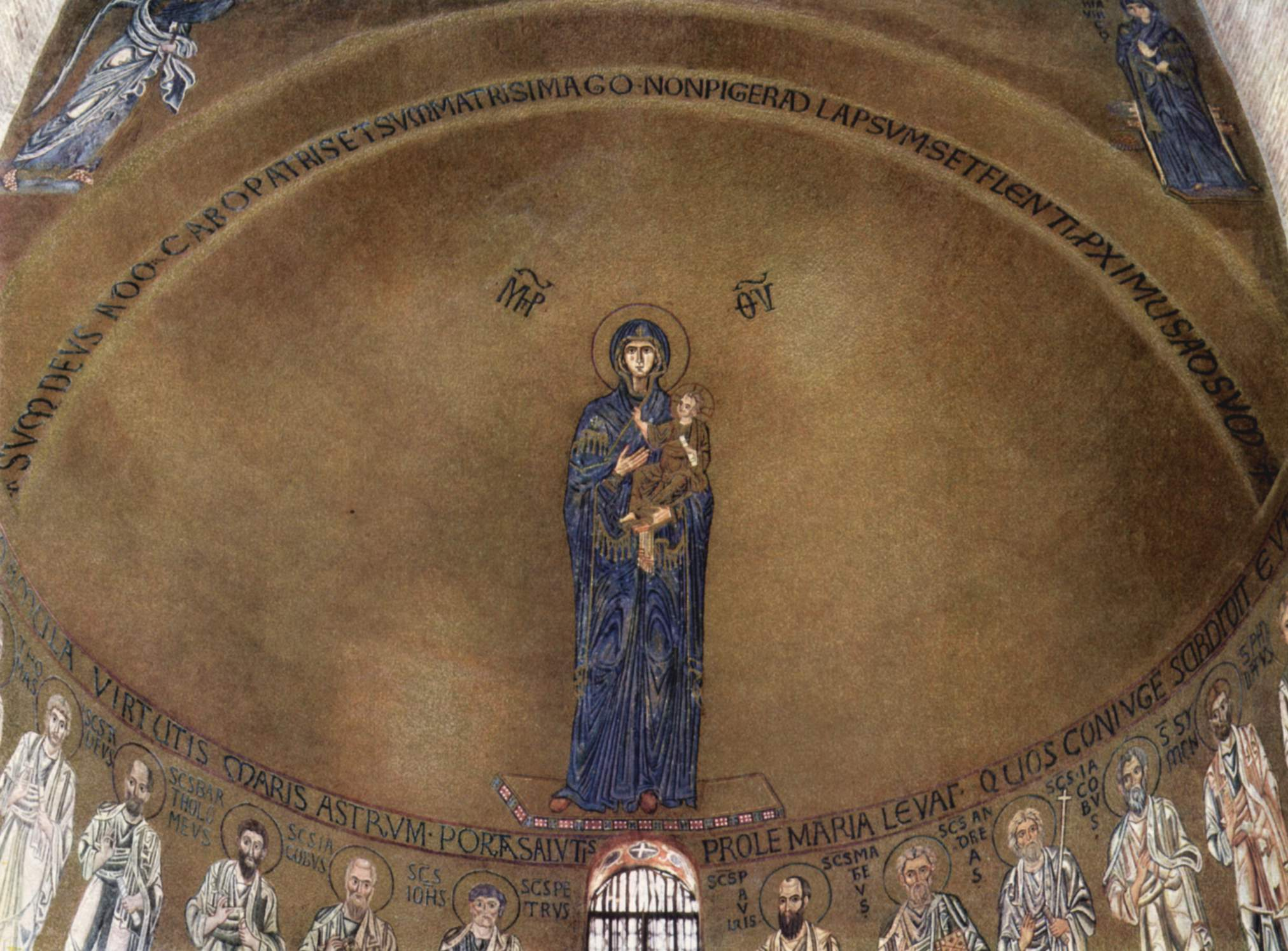
Mosaico de corpo inteiro de artistas gregos, Torcello, século XII
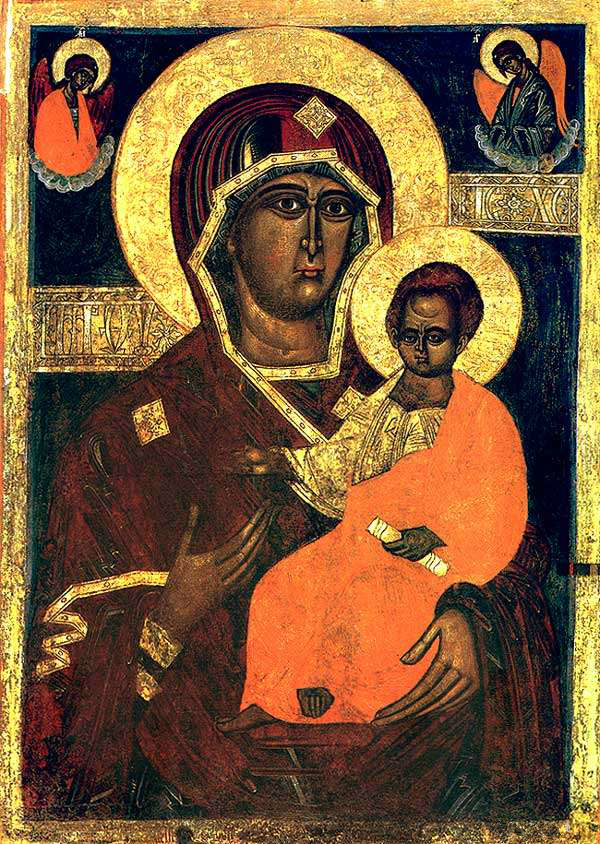
Nossa Senhora de Esmolensco, século XVI.
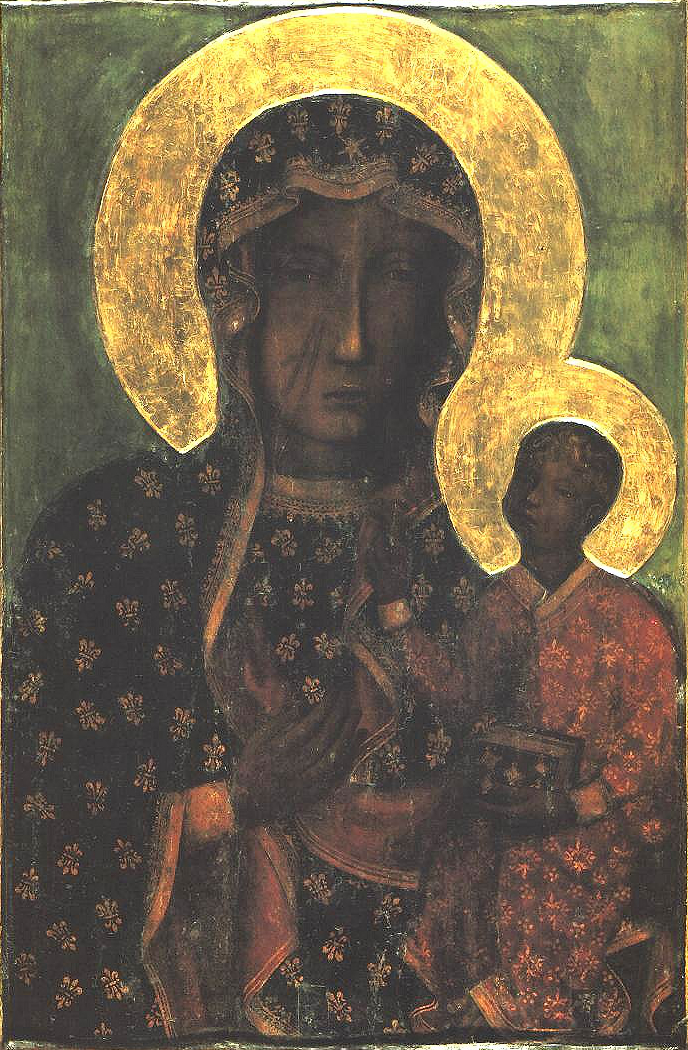
A "Madona Negra de Czestochowska", anterior ao século XV.
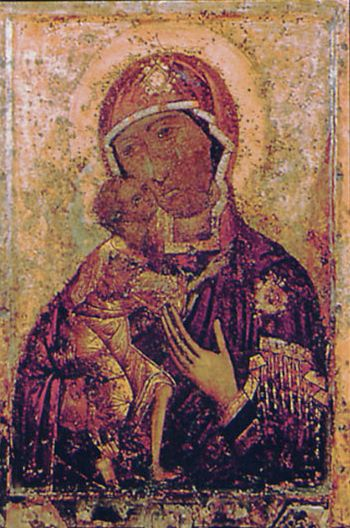
Teótoco de São Teodoro, c. século XII